# Aéroport international Mihail-Kogălniceanu
Pour les articles homonymes, voir CND.
L’aéroport international Mihail-Kogălniceanu (code IATA : CND • code OACI : LRCK) est un aéroport de Roumanie qui dessert la ville de Constanța ; il est situé à une vingtaine de kilomètres au nord de cette ville. Il doit son nom à Mihail Kogălniceanu (1817-1891).
Bâti entre 1952 et 1962, c'est dès 1961 que l'aéroport civil est entré en service avant de connaître une période de fermeture à l'été 1971 pour permettre la prolongation à 3 500 m de la piste qui mesurait jusqu'alors 2 500 mètres.
En 2009, le nombre de passagers enregistrés s'est élevé à 92 983, contre environ 78 000 en 2008 et 49 000 en 2007, très loin du record de 1979 avec 778 776 passagers, alors que le nombre de mouvements d'avions en 2009 a atteint lui, les 4 368,.
Istanbul et Londres notamment sont desservis (par des vols directs), de même que des destinations domestiques.

## Utilisation militaire
La base aérienne 57 de l'armée de l'air roumaine (Baza 57 Aeriană), unité équipée de chasseurs russes Mikoyan MiG-29, y était installée. Celle-ci fut déplacée en avril 2004 après le retrait des MiG-29. Les installations militaires servent aujourd'hui d'annexe à la 86e base aérienne et son escadron d'hélicoptères IAR 330.
Entre 2001 et 2003, l'aéroport a servi de point de transit de militaires et de matériel des États-Unis vers l'Irak et l'Afghanistan et a accueilli près de cinq mille GI's. Une base aérienne américaine y a été installée à partir de fin 2005 et devrait comporter un effectif d'environ cinq cents soldats, modifiable si nécessaire.
Selon le chercheur suisse Dick Marty, la CIA a probablement utilisé cette base aérienne comme prison secrète pour y interroger des prisonniers suspectés de terrorisme. D'après les déclarations d'un haut fonctionnaire roumain rapportées par Amnesty International, cet aéroport aurait servi à plusieurs reprises entre 2004 et 2005 de lieu d'embarquement de prisonniers accompagnés d'agents de la CIA dans le cadre du programme américain des « restitutions extraordinaires ».
Depuis le 28 février 2022 l'opération Aigle commandée par le colonel Minguet du 27e BCA se déploie sur la base, cinq cents militaires français en fer de lance pour coopérer avec les militaires roumains. Le déploiement se fait dans le cadre de la Force de réaction de l'OTAN et comprend aussi des unités à Cincu et Bucarest. C'est cette base que le président Macron à visité le 15 juin 2022.

## Situation
| \| 50 km1:1 922 000 \| Bacău Baia Mare-Maramureș Brașov Bucarest-Aurel-Vlaicu Bucarest-Henri-Coandă Cluj-Napoca Constanța Iași Sibiu Târgu Mureș Timișoara Arad Craiova Oradea Satu Mare Suceava |
| 50 km1:1 922 000 |

## Compagnies et destinations
| Compagnies        | Destinations                                    |
| ----------------- | ----------------------------------------------- |
| AirConnect        | Cluj-Napoca, Oradea, Suceava, Timişoara-T. Vuia |
| Corendon Airlines | En saison charter: Antalya                      |
| Turkish Airlines  | Istanbul                                        |
| Wizz Air          | Londres-Luton                                   |

Édité le 26/02/2021  Actualisé le 15/04/2023

## Statistiques
Pour des raisons techniques, il est temporairement impossible d'afficher le graphique qui aurait dû être présenté ici.

Voir la requête brute et les sources sur Wikidata.